# Petruschyn
Petruschyn (ukrainisch Петрушин; russisch Петрушин Petruschin [p'jetruschyn]) ist ein Dorf in der ukrainischen Oblast Tschernihiw mit etwa 700 Einwohnern (2001).
Das 1623 erstmals schriftlich erwähnte Dorf liegt am Ufer des 26 Kilometer langen Samhlaj, einem rechten Nebenfluss der Desna, 25 km nördlich vom Rajon- und Oblastzentrum Tschernihiw.
Am 12. Juni 2020 wurde das Dorf ein Teil der Landgemeinde Kysseliwka, bis dahin bildete es die gleichnamige Landratsgemeinde Petruschyn (Петрушинська сільська рада/Petruschynska silska rada) im Nordosten des Rajons Tschernihiw.

## Persönlichkeiten
Im Dorf kam 1939 der ukrainische Schriftsteller und Journalist Wolodymyr Drosd zur Welt.

## Geburtskirche der Jungfrau Maria

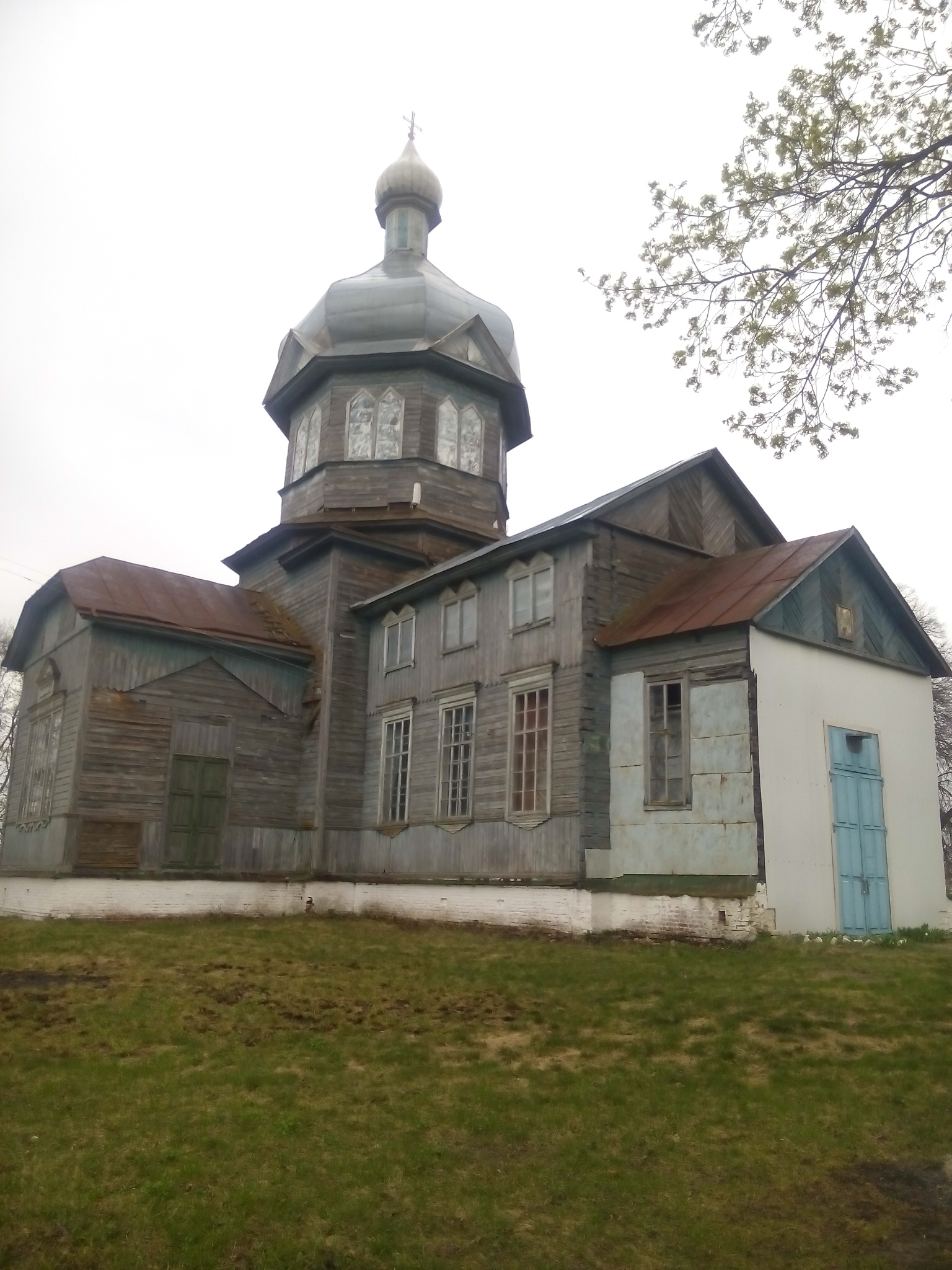
Geburtskirche der Jungfrau Maria aus dem 17. Jahrhundert